# Маринос, Лекс
Алекса́ндр Фрэ́нсис Мари́нос (англ. Alexander Francis Marinos; 1 февраля 1949, Уогга-Уогга — 13 сентября 2024), более известный под сценическим именем Лекс Мари́нос (греч. Λεξ Μαρίνος, англ. Lex Marinos) — австралийский актёр, режиссёр, сценарист, актёр озвучивания и медиаперсона греческого происхождения. Известен ролью Бруно, зятя-итальянца Теда Булпитта, в австралийском комедийном телесериале «Kingswood Country», а также как ведущий программы «Late Night Legends» на австралийском национальном общественном телеканале ABC2. В конце 1970-х годов также был ведущим на радиостанции «Double Jay» («2JJ», в настоящее время «Triple J») с Тедом Робинсоном. Обладатель Ордена Австралии.

## Биография
Родился 1 февраля 1949 года в Уогга-Уогга (Австралия) в семье греков Фотия Маринопулоса и Энн Карофилис.
С отличием окончил Университет Нового Южного Уэльса, получив степень бакалавра в области драмы.
В 1994 году был награждён Медалью ордена Австралии (OAM) за заслуги в исполнительском искусстве.
Занимал должность вице-председателя Совета Австралии и Фонда культурного развития местного сообщества при Совете Австралии.
В 2008 году выступал на 10-й ежегодной Лекции Тома Брока с докладом «From a Federation Game to a League of Nations».
В 2011 году стал обладателем премии «Equity Awards» в номинации «Most Outstanding Performance by an Ensemble in a Television Movie or Miniseries» (Австралия).
Маринос умер в Сиднее 13 сентября 2024 года в возрасте 75 лет. Его семья сообщила в социальных сетях, что он умер «мирно… дома, в удобное для него время, в окружении семьи и под звуки Боба Дилана».

## Фильмография

### Актёр
| Год         | Фильм                      | Роль                                 |
| ----------- | -------------------------- | ------------------------------------ |
| 2015        | All About E                | Джозеф Малуф                         |
| 2013        | Backyard Ashes             | Мак                                  |
| 2011        | Удар                       | Манолис                              |
| 2010        | Криминальная ферма         | Пабло                                |
| 2010 - 2014 | Рейк                       | Спиро                                |
| 2005        | Обед                       | голос (текст от лица автора)         |
| 2000 - 2007 | Пицца                      | судья Хабиба                         |
| 1996 - 2001 | Водяные крысы              | Беллами                              |
| 1993        | Чертовщина                 | Димитри                              |
| 1981 - 1993 | Примитивная страна         | д-р Стефан Маркеш                    |
| 1992        | Наши последние дни         | Анджело                              |
| 1990 - 1992 | Embassy                    | Тарик Абдуллах                       |
| 1988        | Pandemonium                | сержант сыскной полиции Дик Дикерсон |
| 1984        | City West                  | Тим Паппас                           |
| 1983        | Goodbye Paradise           | Кон                                  |
| 1981        | Одурачивая                 | детектив                             |
| 1980 - 1984 | Kingswood Country          | Бруно                                |
| 1979        | Ребёнок Кэти               | Кон Гаврос                           |
| 1976 - 1979 | Chopper Squad              |                                      |
|             | King's Men                 |                                      |
| 1975        | Scattergood: Friend of All |                                      |
| 1972 - 1973 | The Aunty Jack Show        |                                      |
| 1969 - 1970 | Роверс                     | Роберто Сервиджано                   |

### Видеорежиссёр
| Год         | Фильм                   | Роль |
| ----------- | ----------------------- | ---- |
| 1981 - 1993 | Примитивная страна      |      |
| 1992        | Gillies and Company     |      |
| 1988        | Boundaries of the Heart |      |
| 1988        | Костяные шары           |      |
| 1987        | Perhaps Love            |      |
| 1985        | Непристойная страсть    |      |
| 1985        | Помни меня              |      |
| 1984        | Бодилайн                |      |

### Сценарист
| Год  | Фильм    | Роль |
| ---- | -------- | ---- |
| 1984 | Бодилайн |      |